# A Duquesa de Pádua
A Duquesa de Pádua (The Duchess of Padua, no original em inglês) é uma peça do escritor irlandês Oscar Wilde. É uma tragédia melodramática de cinco atos que se passa em Pádua, escrita em versos brancos. Foi criada para a atriz Mary Anderson no início de 1883, em Paris. Após Anderson recusá-la, a peça foi abandonada até sua estreia no Broadway Theatre, em Nova York, com o título Guido Ferranti, em 26 de janeiro de 1891, onde ficou em cartaz por três semanas. Desde então, a peça raramente é encenada ou estudada.